# 小西朝ヤンコフスカ
小西 朝ヤンコフスカ（こにし あさ ヤンコフスカ、1957年? - ）は、東京生まれのヴァイオリン奏者。チューリヒ在住。

## 略歴
5歳からスズキ・メソードによりヴァイオリンを始める。1980年、東京芸術大学を首席で卒業し、ポーランドへ移住。それまでに鷲見健彰、江藤俊哉、海野義雄に師事。ポーランドへの移住後、リサイタル、ポーランド交響楽団、ポーランド室内管弦楽団との共演などの演奏活動を行う。1986年からチューリヒ室内管弦楽団のメンバーとなる。1997年、日本でデビュー・リサイタルを開く。

## コンクール歴
- 1967年　第21回全日本学生音楽コンクール全国大会小学生の部で第1位。
- 1974年　第43回日本音楽コンクールで入選。
- 1977年　ヴィエニアフスキ国際ヴァイオリン・コンクールで入賞。
- 1979年　フリッツ・クライスラー国際コンクールで入賞。
- 1983年　ボルドー音楽祭で金メダル。

## レコーディング
- マイ・フェイヴァリッツ（1999年）
- 日本の歌（2004年）